# Liste der Kulturdenkmale in Lützen
In der Liste der Kulturdenkmale in Lützen sind alle Kulturdenkmale der Gemeinde Lützen und ihrer Ortsteile aufgelistet. Grundlage ist das Denkmalverzeichnis des Landes Sachsen-Anhalt, das auf Basis des Denkmalschutzgesetzes des Landes Sachsen-Anhalt vom 21. Oktober 1991 durch das Landesamt für Denkmalpflege und Archäologie Sachsen-Anhalt erstellt und seither laufend ergänzt wurde (Stand: 31. Dezember 2023).

## Kulturdenkmale nach Ortsteilen

### Bothfeld
| Lage                                                                                         | Bezeichnung    | Beschreibung     | Erfassungs- nummer | Ausweisungsart | Bild           |
| -------------------------------------------------------------------------------------------- | -------------- | ---------------- | ------------------ | -------------- | -------------- |
| Friedhof (Karte)                                                                             | Grabmal        |                  | 094 14200          | Baudenkmal     | BW             |
| (Karte)                                                                                      | Kirche         | Filialkirche,ev. | 094 14193          | Baudenkmal     | Weitere Bilder |
| Hauptstraße (Karte)                                                                          | Kriegerdenkmal |                  | 094 14195          | Baudenkmal     | BW             |
| Hauptstraße 20 (Karte)                                                                       | Bauernhof      |                  | 094 86608          | Baudenkmal     | BW             |
| Hauptstraße 3, 5, 6, 7, 8, 9, 10, 11, 12, 13, 14, 16, 17, 18, 19, 20, 21, 22, 25, 30 (Karte) | Straßenzug     |                  | 094 14194          | Denkmalbereich | BW             |
| Mittelgasse 1, 2 (Karte)                                                                     | Häusergruppe   |                  | 094 14196          | Baudenkmal     | BW             |
| Mittelgasse 11 (Karte)                                                                       | Bauernhof      |                  | 094 14197          | Baudenkmal     | BW             |
| Mittelgasse 22 (Karte)                                                                       | Bauernhof      |                  | 094 14199          | Baudenkmal     | BW             |

### Dehlitz (Saale)
| Lage                                                  | Bezeichnung        | Beschreibung     | Erfassungs- nummer | Ausweisungsart               | Bild           |
| ----------------------------------------------------- | ------------------ | ---------------- | ------------------ | ---------------------------- | -------------- |
| ehemaliges Dorf Treben (Karte)                        | Kirche             | Kirche           | 094 11343          | Baudenkmal                   | Weitere Bilder |
| Adolf-von-Richter-Straße (Karte)                      | Distanzstein       |                  | 094 15392          | Baudenkmal                   | Distanzstein   |
| Adolf-von-Richter-Straße 1 (Karte)                    | Wirtschaftsgebäude |                  | 094 15391          | Baudenkmal                   | BW             |
| Adolf-von-Richter-Straße 3 (Karte)                    | Rittergut          | Altes Herrenhaus | 094 15386          | Baudenkmal                   | Weitere Bilder |
| Adolf-von-Richter-Straße 10 (Karte)                   | Mühle              | Untermühle       | 094 13849          | Baudenkmal                   | BW             |
| Adolf-von-Richter-Straße 4, 5 (Karte)                 | Rittergut Dehlitz  | Rittergut        | 094 15385          | Baudenkmal                   | Weitere Bilder |
| Adolf-von-Richter-Straße 4, 5                         | Park               | Park             | 094 15385 001      | Teilobjekt eines Baudenkmals |                |
| Bad Dürrenberger Straße 20(?), 24, 25, 26, 28 (Karte) | Straßenzeile       |                  | 094 15390          | Denkmalbereich               | BW             |
| Bad Dürrenberger Straße 28 an der Rippach (Karte)     | Mühle              | Obermühle        | 094 15394          | Baudenkmal                   | BW             |
| Kirchgasse 4 (Karte)                                  | Pfarrhaus          |                  | 094 09940          | Baudenkmal                   | BW             |
| Kirchgasse 5 (Karte)                                  | Kirche             | St. Marien       | 094 10514          | Baudenkmal                   | Weitere Bilder |
| Kirchgasse 3, 3a (Karte)                              | Bauernhof          |                  | 094 15388          | Baudenkmal                   | BW             |

### Gerstewitz
| Lage                                         | Bezeichnung | Beschreibung | Erfassungs- nummer | Ausweisungsart | Bild           |
| -------------------------------------------- | ----------- | ------------ | ------------------ | -------------- | -------------- |
| Alte Straße 5 westlich vom Pfarrhaus (Karte) | Kirche      |              | 094 85047          | Baudenkmal     | Weitere Bilder |
| Alte Straße 7 (Karte)                        | Pfarrhaus   |              | 094 85046          | Baudenkmal     | Pfarrhaus      |
| An der alten Mittelstraße 4 (Karte)          | Scheune     |              | 094 85048          | Baudenkmal     | BW             |
| Sorbenaue 42 am östlichen Ortsrand (Karte)   | Mühle       |              | 094 85045          | Baudenkmal     | Mühle          |

### Gostau
| Lage                                           | Bezeichnung | Beschreibung | Erfassungs- nummer | Ausweisungsart | Bild       |
| ---------------------------------------------- | ----------- | ------------ | ------------------ | -------------- | ---------- |
| Scharnhorstring 3, 4, 6-11, 16, 17, 19 (Karte) | Straßenzug  |              | 094 66149          | Denkmalbereich | Straßenzug |

### Großgöhren
| Lage                                                   | Bezeichnung    | Beschreibung | Erfassungs- nummer | Ausweisungsart | Bild           |
| ------------------------------------------------------ | -------------- | ------------ | ------------------ | -------------- | -------------- |
| (Karte)                                                | Kriegerdenkmal |              | 094 14226          | Baudenkmal     | BW             |
| Bergstraße (Karte)                                     | Kirche         |              | 094 14225          | Baudenkmal     | Weitere Bilder |
| Bergstraße 3, 4, 5, 6, 7, 8, 9, 10, 11, 13, 15 (Karte) | Straßenzug     |              | 094 14227          | Denkmalbereich | Weitere Bilder |
| Unterdorf 3 (Karte)                                    | Bauernhof      |              | 094 14228          | Baudenkmal     | BW             |

### Großgörschen
| Lage                                                                                            | Bezeichnung                          | Beschreibung                            | Erfassungs- nummer | Ausweisungsart | Bild           |
| ----------------------------------------------------------------------------------------------- | ------------------------------------ | --------------------------------------- | ------------------ | -------------- | -------------- |
| Blücherstraße 12, 13, 14, 15, 16, 17 (Karte)                                                    | Straßenzeile                         |                                         | 094 80052          | Denkmalbereich | BW             |
| Blücherstraße 2, 3, 3a, 4, 5, Scharnhorststraße 6 (Karte)                                       | Straßenzeile                         |                                         | 094 13109          | Denkmalbereich | BW             |
| Dengerring (Hinteres Ende) 3, 4, 5, 6, 7, 8, 10, 11, 12, 13, 14, 15, 17, 18, 19, 20, 22 (Karte) | Straßenzug                           |                                         | 094 13115          | Denkmalbereich | BW             |
| Großgörschener Straße (Karte)                                                                   | Denkmal                              | Scharnhorstdenkmal                      | 094 13117          | Baudenkmal     | Weitere Bilder |
| Kitzner Weg 6 (Karte)                                                                           | Mühle                                |                                         | 094 13077          | Baudenkmal     | Mühle          |
| Platz der Deutschen Einheit (Karte)                                                             | Denkmal                              |                                         | 094 66147          | Baudenkmal     | BW             |
| Platz der Deutschen Einheit (Karte)                                                             | Kriegerdenkmal                       |                                         | 094 13113          | Baudenkmal     | Weitere Bilder |
| Platz der Deutschen Einheit 1 (Karte)                                                           | Schule                               |                                         | 094 13114          | Baudenkmal     | Schule         |
| Scharnhorststraße 2,0 km südlich des Ortes (Karte)                                              | Denkmal                              | Monarchenhügel                          | 094 16340          | Baudenkmal     | Weitere Bilder |
| Scharnhorststraße (Karte)                                                                       | Schinkel-Tabernakel von Großgörschen | Denkmal, Schinkelpyramide               | 094 66142          | Baudenkmal     | Weitere Bilder |
| Scharnhorststraße 3 (Karte)                                                                     | Scheune                              |                                         | 094 80051          | Baudenkmal     | BW             |
| Scharnhorststraße 13, Thomas-Müntzer-Straße 2, 4 (Karte)                                        | Häusergruppe                         |                                         | 094 13097          | Denkmalbereich | BW             |
| Scharnhorststraße 16, 18, 19, 21 (Karte)                                                        | Häusergruppe                         |                                         | 094 13092          | Denkmalbereich | BW             |
| Scharnhorststraße 21a (Karte)                                                                   | Kirche                               |                                         | 094 16341          | Baudenkmal     | Weitere Bilder |
| Theodor-Körner-Straße 2 (Karte)                                                                 | Wohnhaus                             |                                         | 094 80050          | Baudenkmal     | BW             |
| Theodor-Körner-Straße 9, 10, 12, 14, 16, 17 (Karte)                                             | Straßenzug                           |                                         | 094 13112          | Denkmalbereich | BW             |
| Thomas-Müntzer-Straße 13 (Karte)                                                                | Herrenhaus                           | Herrenhaus des Rittergutes Großgörschen | 094 13108          | Baudenkmal     | Weitere Bilder |

### Göthewitz
| Lage                         | Bezeichnung | Beschreibung | Erfassungs- nummer | Ausweisungsart | Bild           |
| ---------------------------- | ----------- | ------------ | ------------------ | -------------- | -------------- |
| Kirchweg Ortsmitte (Karte)   | Kirche      | Kirche       | 094 86975          | Baudenkmal     | Weitere Bilder |
| Parkstraße 3 (Karte)         | Bauernhaus  |              | 094 86976          | Baudenkmal     | BW             |
| Parkstraße 5 (Karte)         | Bauernhaus  |              | 094 86977          | Baudenkmal     | BW             |
| Parkstraße 8a (Karte)        | Bauernhof   |              | 094 86978          | Baudenkmal     | BW             |
| Platz des Aufbaus 57 (Karte) | Gutshof     |              | 094 86979          | Baudenkmal     | Weitere Bilder |

### Kaja
| Lage | Bezeichnung      | Beschreibung | Erfassungs- nummer | Ausweisungsart               | Bild           |
| --- | ---------------- | --- | ------------------ | ---------------------------- | -------------- |
| (Karte) | Elsterfloßgraben | Kanal Wird als Teilobjekt des Elsterfloßgrabens geführt. In der Vergangenheit bestand auch die Erfassungsnummer 094 16276. | 094 66211 002      | Teilobjekt eines Baudenkmals | Weitere Bilder |
| nördlich des Dorfes, am Elsterfloßgraben (Karte)                                                                    | Ziegelei         | Ziegelei | 094 16282          | Baudenkmal                   | BW             |
| Alfred-Görner-Straße 13 (Karte)                                                                                     | Bauernhof        | Hofanlage | 094 16277          | Baudenkmal                   | BW             |
| Alfred-Görner-Straße 4, 13, Lindenstraße 1, 2, 3, 4, 6, 7, 8, 9, 10, 11, 12, 13, 14, 15, 16, 17, 18, 19, 20 (Karte) | Straßenzug       | | 094 01424          | Denkmalbereich               | Straßenzug     |
| Lindenstraße 1 (Karte)                                                                                              | Bauernhof        | Hofanlage | 094 16281          | Baudenkmal                   | BW             |
| Lindenstraße 3 (Karte)                                                                                              | Bauernhof        | Hofanlage | 094 16278          | Baudenkmal                   | BW             |
| Lindenstraße 8 (Karte)                                                                                              | Bauernhof        | Hofanlage | 094 16280          | Baudenkmal                   | BW             |
| Lindenstraße 17 (Karte)                                                                                             | Bauernhof        | Marschall-Ney-Haus | 094 16279          | Baudenkmal                   | BW             |

### Kleingöhren
| Lage                                                             | Bezeichnung | Beschreibung | Erfassungs- nummer | Ausweisungsart | Bild |
| ---------------------------------------------------------------- | ----------- | ------------ | ------------------ | -------------- | ---- |
| Großgörschener Straße 22, 23, 24, 25, 26, 28, 31, 33, 37 (Karte) | Straßenzug  |              | 094 14229          | Denkmalbereich | BW   |

### Kleingörschen
| Lage                                                                               | Bezeichnung      | Beschreibung | Erfassungs- nummer | Ausweisungsart               | Bild             |
| ---------------------------------------------------------------------------------- | ---------------- | --- | ------------------ | ---------------------------- | ---------------- |
| (Karte)                                                                            | Elsterfloßgraben | Kanal Wird als Teilobjekt des Elsterfloßgrabens geführt. In der Vergangenheit bestand auch die Erfassungsnummer 094 09995. | 094 86650 001      | Teilobjekt eines Baudenkmals | Elsterfloßgraben |
| An der Kirche 1, 2, 3 (Karte)                                                      | Rittergut        | | 094 01053          | Baudenkmal                   | Weitere Bilder   |
| An der Kirche 1, 2, 3, Fritz-Wilhelm-Liebknecht-Straße (Karte)                     | Ortskern         | | 094 00846          | Denkmalbereich               | Ortskern         |
| An der Mühle 1 (Karte)                                                             | Mühle            | | 094 00831          | Baudenkmal                   | BW               |
| Fritz-Wilhelm-Liebknecht-Straße Kirchhof (Karte)                                   | Grabstein        | Franz-Wilhelm-Liebknecht-Grab                                                                                              | 094 66145          | Baudenkmal                   | Grabstein        |
| Fritz-Wilhelm-Liebknecht-Straße (Karte)                                            | Kirche           | | 094 00915          | Baudenkmal                   | Weitere Bilder   |
| Fritz-Wilhelm-Liebknecht-Straße 21 (Karte)                                         | Bauernhof        | | 094 80026          | Baudenkmal                   | BW               |
| Fritz-Wilhelm-Liebknecht-Straße 26 (Karte)                                         | Bauernhof        | | 094 80025          | Baudenkmal                   | BW               |
| Fritz-Wilhelm-Liebknecht-Straße 6, 7, 8, 9, 10, 12, 14, 16, 18, 19, 20, 21 (Karte) | Straßenzug       | | 094 00921          | Denkmalbereich               | BW               |
| Lützower Straße 1, 2, 3, 4, 5, 6, 7, 8, 9, 10 (Karte)                              | Straßenzug       | | 094 00918          | Denkmalbereich               | BW               |
| Lützower Straße 22, 23, 24, 25, 26, 27, 28, 29, 30, 31, 32, 33, 34, 35, 36 (Karte) | Straßenzug       | | 094 80017          | Denkmalbereich               | BW               |

### Kreischau
| Lage                                   | Bezeichnung | Beschreibung | Erfassungs- nummer | Ausweisungsart | Bild           |
| -------------------------------------- | ----------- | ------------ | ------------------ | -------------- | -------------- |
| Lange Straße 5 (Karte)                 | Wohnhaus    |              | 094 86981          | Baudenkmal     | BW             |
| Lange Straße 29 (Karte)                | Bauernhof   |              | 094 86982          | Baudenkmal     | BW             |
| Platz des 21. September 3 (Karte)      | Bauernhof   |              | 094 86983          | Baudenkmal     | Weitere Bilder |
| Platz des 21. September 31, 32 (Karte) | Gutshof     |              | 094 86984          | Baudenkmal     | Weitere Bilder |

### Lösau
| Lage                                                                                  | Bezeichnung | Beschreibung | Erfassungs- nummer | Ausweisungsart | Bild |
| ------------------------------------------------------------------------------------- | ----------- | ------------ | ------------------ | -------------- | ---- |
| Bad Dürrenberger Straße 4 (Karte)                                                     | Bauernhof   |              | 094 15383          | Baudenkmal     | BW   |
| Bad Dürrenberger Straße 14 (Karte)                                                    | Bauernhof   |              | 094 15384          | Baudenkmal     | BW   |
| Mitteldorf 1, 2, 3, 4, 5, 7, 8, 9, 11, 13, 14, 15, 16, 17, 18, 19, 20, 22, 23 (Karte) | Straßenzug  |              | 094 15382          | Denkmalbereich | BW   |

### Lützen
| Lage | Bezeichnung             | Beschreibung | Erfassungs- nummer | Ausweisungsart                              | Bild            |
| --- | ----------------------- | --- | ------------------ | ------------------------------------------- | --------------- |
| Koordinaten fehlen! Hilf mit. | Elsterfloßgraben        | Kanal Wird als Teilobjekt des Elsterfloßgrabens geführt.                                                                       | 094 66211 021      | Teilobjekt eines Baudenkmals                | Weitere Bilder  |
| Adam-Kuckhoff-Straße 21, 23, 25, 27 (Karte) | Häusergruppe            | Häusergruppe | 094 15443          | Denkmalbereich                              | Weitere Bilder  |
| Am Floßgraben 1, 2, 3, 4, 5, 6, 7, 8, 9, 10, 11, 13, 15, 17 (Karte) | Straßenzug              | | 094 15429          | Denkmalbereich                              | Straßenzug      |
| B 87, L184 nördlich, östlich und südlich der Ortslage (Karte) | Schlachtfeld            | | 094 87034          | Baudenkmal                                  | BW              |
| Dr.Voigt-Straße 2, 11, 13, 15, 17, 19 (Karte) | Straßenzeile            | | 094 15472          | Denkmalbereich                              | Weitere Bilder  |
| Ernst-Thälmann-Straße 9 (Karte) | Gasthof                 | Roter Löwe | 094 16286          | Baudenkmal                                  | Weitere Bilder  |
| Ernst-Thälmann-Straße 1, 2, 3, 4, 5, 6, 7, 8, 9, 10, 11, 12, 13, 14, 15, 16, 17, 18, 19, 20, 21, 22, 23, 24, 25, 26, 27, 28, 29, 30, 31, 32, 33, 34, 35, 36, 37, 38, 39, 40, 41, 42, 43, 45, 47, 49, 51, 53, 55, 57, 59, 61 (Karte) | Straßenzug              | | 094 15480          | Denkmalbereich                              | Straßenzug      |
| Friedrich-Engels-Straße 6 (Karte) | Wohnhaus                | | 094 16291          | Baudenkmal                                  | Wohnhaus        |
| Friedrich-Engels-Straße 1, 2, 3, 4, 5, 6, 7, 8, 9, 10, 11, 12, 13, 14, 15, 16, 17, 18, 19, 20, 21, 22, 23, 24, 25, 27, 29, 31, 33, 35, 37, 39 (Karte)                                                                               | Straßenzug              | | 094 15494          | Denkmalbereich                              | BW              |
| Friedrich-Engels-Straße 13 (Karte) | Wohnhaus                | | 094 16292          | Baudenkmal                                  | BW              |
| Gustav-Adolf-Straße (Karte) | Gustav-Adolf-Denkmal    | Gedenkstätte | 094 15496          | Baudenkmal                                  | Weitere Bilder  |
| Gustav-Adolf-Straße (Karte) | Denkmal                 | Denkmal | 094 15496 001      | Teilobjekt eines Baudenkmals - Kleindenkmal | Denkmal         |
| Gustav-Adolf-Straße 13 | Druckerei               | Druckerei Im Jahr 2023 in das Denkmalverzeichnis eingetragen.                                                                  | 094 18882          | Baudenkmal                                  | Druckerei       |
| Gustav-Adolf-Straße 13, 15 (Karte) | Häusergruppe            | Häusergruppe | 094 15447          | Denkmalbereich                              | Häusergruppe    |
| Gustav-Adolf-Straße 2, 2a (Karte) | Wohnhaus                | | 094 15445          | Baudenkmal                                  | Wohnhaus        |
| Gustav-Adolf-Straße 24 (Karte) | Wohn- und Geschäftshaus | | 094 15448          | Baudenkmal                                  | Weitere Bilder  |
| Gustav-Adolf-Straße 30a (Karte) | Villa                   | | 094 15451          | Baudenkmal                                  | Villa           |
| Gustav-Adolf-Straße 9a Ecke Oetzscher Weg (Karte) | Gemeindehaus            | Gustav-Adolf-Haus | 094 15449          | Baudenkmal                                  | Gemeindehaus    |
| Güntherstraße 1 (Karte) | Ackerbürgerhaus         | Pfaffenhof | 094 15473          | Baudenkmal                                  | Ackerbürgerhaus |
| Güntherstraße 9 (Karte) | Pfarrhaus               | Pfarrhaus, am 28. Dezember 2016 als Denkmal ausgewiesen                                                                        | 094 66214          | Baudenkmal                                  | Pfarrhaus       |
| Güntherstraße 11 (Karte) | Kirche                  | Stadtpfarrkirche St.Viti | 094 15477          | Baudenkmal                                  | Weitere Bilder  |
| Güntherstraße 9, 11 (Karte) | Ortskern                | | 094 15474          | Denkmalbereich                              | BW              |
| Karl-Marx-Straße (Karte) | Wasserturm              | | 094 15453          | Baudenkmal                                  | Wasserturm      |
| Karl-Marx-Straße 9 (Karte) | Villa                   | | 094 15452          | Baudenkmal                                  | BW              |
| Karl-Marx-Straße 28, 30, 32, 34, 36, 38, 40, 42, 44, 46, 48, 50, 52, 54, 56 (Karte) | Siedlung                | | 094 15675          | Baudenkmal                                  | BW              |
| Langhammerstraße 1 (Karte) | Wohnhaus                | | 094 15470          | Baudenkmal                                  | BW              |
| Lessingstraße 1, 2, 3, 4, 5, 7, 9, 11, 13 (Karte) | Straßenzug              | | 094 15478          | Denkmalbereich                              | BW              |
| Markt 1 (Karte) | Rathaus                 | | 094 15475          | Baudenkmal                                  | Weitere Bilder  |
| Markt 1, 2, 3, 4, 5, 6, 7, 8, 9, 10, Uhlandstraße 1, 3, 5, 7 (Karte) | Platz                   | | 094 15476          | Denkmalbereich                              | Weitere Bilder  |
| Mühlenstraße 2, 4 (Karte) | Mühle                   | Untermühle | 094 15435          | Baudenkmal                                  | BW              |
| Pestalozzistraße 1, Schloßstraße 13, 15 (Karte) | Häusergruppe            | | 094 15431          | Denkmalbereich                              | BW              |
| Pestalozzistraße 2 (Karte) | Gerichtsgebäude         | Erbaut 1899 als Amtsgericht Lützen, seit 1947 Nutzung als Schule (u. a. Erweiterte Oberschule, Gustav-Adolf-Gymnasium (Lützen) | 094 15432          | Baudenkmal                                  | Weitere Bilder  |
| Pestalozzistraße 4 (Karte) | Schule                  | | 094 15433          | Baudenkmal                                  | BW              |
| Pestalozzistraße 11, 13, 15, 17, 19, 21 (Karte) | Straßenzeile            | | 094 15434          | Baudenkmal                                  | Straßenzeile    |
| Rudolf-Breitscheid-Straße 1, 2, 3, 4, 5, 6, 7, 8, 9, 10, 11, 12, 13, 14, 15, 16, 17, 18, 19, 20, 21, 22, 23, 24, 25, 26, 27, 28, 29, 30, 31, 32, 33, 34, 35, 36, 37, 38, 39, 40, 41, 43, 45, 47, 49, 51, 53, 55 (Karte)             | Straßenzug              | | 094 15488          | Denkmalbereich                              | BW              |
| Schloßstraße 4 (Karte) | Schloss                 | | 094 66132          | Baudenkmal                                  | Weitere Bilder  |
| Schloßstraße 14 (Karte) | Kapelle                 | Dr.-Voigt-Kapelle | 094 15430          | Baudenkmal                                  | BW              |
| Schmale Gasse 1, 2, 3, 4, 5, 6, 8 (Karte) | Straßenzug              | | 094 15439          | Denkmalbereich                              | BW              |
| Schweßwitzer Straße Friedhof (Karte) | Kapelle                 | Friedhofskapelle | 094 16287          | Baudenkmal                                  | Weitere Bilder  |
| Schweßwitzer Straße | Kriegerdenkmal          | Kriegerdenkmal | 094 18813          | Baudenkmal                                  |                 |
| Starsiedeler Straße 7a (Karte) | Kirche                  | Ehemalige katholische St.-Joseph-Kirche, 1895/96 nach Plänen von Arnold Güldenpfennig erbaut, 2013 profaniert                  | 094 80018          | Baudenkmal                                  | Weitere Bilder  |

### Meuchen
| Lage                                                       | Bezeichnung    | Beschreibung                  | Erfassungs- nummer | Ausweisungsart | Bild           |
| ---------------------------------------------------------- | -------------- | ----------------------------- | ------------------ | -------------- | -------------- |
| Am Rittergut 3 (Karte)                                     | Rittergut      |                               | 094 09429          | Baudenkmal     | BW             |
| An der Wehrkirche 5 (Karte)                                | Küsterhof      | Alte Küsterei                 | 094 66191          | Baudenkmal     | BW             |
| An der Wehrkirche 6 (Karte)                                | Kirche         | Gustav-Adolf-Gedächtniskirche | 094 09431          | Baudenkmal     | Weitere Bilder |
| An der Wehrkirche 8 (Karte)                                | Bauernhof      |                               | 094 66192          | Baudenkmal     | BW             |
| Clara-Zetkin-Straße (Karte)                                | Anger          |                               | 094 09430          | Denkmalbereich | BW             |
| Clara-Zetkin-Straße Dorfanger (Karte)                      | Kriegerdenkmal |                               | 094 09424          | Baudenkmal     | BW             |
| Clara-Zetkin-Straße 15 (Karte)                             | Bauernhof      |                               | 094 66193          | Baudenkmal     | BW             |
| Clara-Zetkin-Straße 54 (Karte)                             | Bauernhaus     |                               | 094 66194          | Baudenkmal     | BW             |
| Clara-Zetkin-Straße 6, 7, 8, 9, 10, 11, 12, 13, 14 (Karte) | Ortskern       | Rundling                      | 094 86670          | Denkmalbereich | BW             |

### Michlitz
| Lage | Bezeichnung    | Beschreibung | Erfassungs- nummer | Ausweisungsart | Bild           |
| --- | -------------- | ------------ | ------------------ | -------------- | -------------- |
| Korbethaer Straße 1, 2, 4, 6 (Karte)                                                                       | Häusergruppe   |              | 094 14202          | Denkmalbereich | BW             |
| Ring (Karte)                                                                                               | Kriegerdenkmal |              | 094 14203          | Baudenkmal     | Kriegerdenkmal |
| Ring 1, 2, 3, 4, 5, 6, 7, 8, 9, 10, 11, 12, 13, 14, 15, 16, 17, 18, 19, 20, 21, 22, 23, 24, 25, 26 (Karte) | Straßenzug     |              | 094 14204          | Denkmalbereich | BW             |

### Muschwitz
| Lage                                               | Bezeichnung              | Beschreibung | Erfassungs- nummer | Ausweisungsart | Bild                     |
| -------------------------------------------------- | ------------------------ | ------------ | ------------------ | -------------- | ------------------------ |
| auf einem Hügel am Ortsrand zum Rippachtal (Karte) | Kirche                   |              | 094 86989          | Baudenkmal     | Weitere Bilder           |
| Am Anger 5 (Karte)                                 | Bauernhof                |              | 094 86985          | Baudenkmal     | Bauernhof                |
| Göthewitzer Weg 35 nordwestlich der Kirche (Karte) | Pfarrhof                 |              | 094 86990          | Baudenkmal     | Pfarrhof                 |
| Lindenring in einer Grünanlage (Karte)             | Kriegerdenkmal Muschwitz |              | 094 86987          | Baudenkmal     | Kriegerdenkmal Muschwitz |
| Lindenring 22 (Karte)                              | Toranlage                |              | 094 86988          | Baudenkmal     | BW                       |

### Nellschütz
| Lage                            | Bezeichnung | Beschreibung | Erfassungs- nummer | Ausweisungsart | Bild           |
| ------------------------------- | ----------- | ------------ | ------------------ | -------------- | -------------- |
| Nellschütz 17 Ortsmitte (Karte) | Kirche      |              | 094 85042          | Baudenkmal     | Weitere Bilder |

### Oeglitzsch
| Lage    | Bezeichnung               | Beschreibung   | Erfassungs- nummer | Ausweisungsart | Bild |
| ------- | ------------------------- | -------------- | ------------------ | -------------- | ---- |
| (Karte) | Kriegerdenkmal Oeglitzsch | Kriegerdenkmal | 094 15397          | Baudenkmal     | BW   |

### Pobles
| Lage                                                                                                  | Bezeichnung        | Beschreibung | Erfassungs- nummer | Ausweisungsart | Bild           |
| --- | ------------------ | ------------ | ------------------ | -------------- | -------------- |
| auf einem Hügel in der Ortsmitte (Karte)                                                              | Kirche             | St. Gangolf  | 094 86993          | Baudenkmal     | Weitere Bilder |
| Kleefeldstraße auf der Nordseite des Kirchhügels unmittelbar an der Einfriedung des Kirchhofs (Karte) | Gruft              |              | 094 86994          | Baudenkmal     | Gruft          |
| Kleefeldstraße 2 (Karte)                                                                              | Wirtschaftsgebäude |              | 094 86991          | Baudenkmal     | BW             |
| Straße des Aufbaus 25 gegenüber Nr. 29 (Karte)                                                        | Scheune            |              | 094 86992          | Baudenkmal     | Scheune        |

### Poserna
| Lage                                                             | Bezeichnung    | Beschreibung                                                                          | Erfassungs- nummer | Ausweisungsart | Bild           |
| ---------------------------------------------------------------- | -------------- | ------------------------------------------------------------------------------------- | ------------------ | -------------- | -------------- |
| Dorfplatz (Karte)                                                | Gedenkstätte   | Denkmal für den Deutsch-Französischen Krieg und die Gefallenen des Ersten Weltkrieges | 094 14221          | Baudenkmal     | BW             |
| Dorfstraße 7 (Karte)                                             | Mühle          |                                                                                       | 094 14222          | Baudenkmal     | BW             |
| Dorfstraße 8 (Karte)                                             | Tagelöhnerhaus | Frienehaus                                                                            | 094 14220          | Baudenkmal     | BW             |
| Dorfstraße 12 (Karte)                                            | Pfarrhaus      |                                                                                       | 094 13079          | Baudenkmal     | BW             |
| Dorfstraße 12a (Karte)                                           | St. Rupertus   | Kirche                                                                                | 094 14205          | Baudenkmal     | Weitere Bilder |
| Dorfstraße 13 (Karte)                                            | Schule         |                                                                                       | 094 14211          | Baudenkmal     | Schule         |
| Dorfstraße 20 (Karte)                                            | Mühlenhof      | Zeisigmühle                                                                           | 094 80024          | Baudenkmal     | Mühlenhof      |
| Seumestraße 7 (Karte)                                            | Bauernhof      | Bauernhof, 2019 als Denkmal ausgewiesen.                                              | 094 66237          | Baudenkmal     | BW             |
| Seumestraße 9 (Karte)                                            | Bauernhof      |                                                                                       | 094 14218          | Baudenkmal     | BW             |
| Seumestraße 5, 7, 9, 11, 13, 15, 16, 18, 20 (Karte)              | Straßenzug     |                                                                                       | 094 14212          | Denkmalbereich | Straßenzug     |
| Tauchaer Straße 1, 2, 3, 4, 6, 8, 10, 12, 14, 16, 18, 20 (Karte) | Straßenzug     |                                                                                       | 094 86598          | Baudenkmal     | Straßenzug     |

### Pörsten
| Lage                                                           | Bezeichnung        | Beschreibung | Erfassungs- nummer | Ausweisungsart | Bild           |
| -------------------------------------------------------------- | ------------------ | ------------ | ------------------ | -------------- | -------------- |
| Brunnenstraße 4, 5, 6, 7, 12 (Karte)                           | Häusergruppe       |              | 094 15380          | Denkmalbereich | BW             |
| Feldmühle 1a am nordwestlichen Ortsrand mitten im Feld (Karte) | Mühle              | Feldmühle    | 094 15381          | Baudenkmal     | Mühle          |
| Friedrich-Nietzsche-Straße 2 (Karte)                           | Pfarrhaus          |              | 094 15373          | Baudenkmal     | BW             |
| Friedrich-Nietzsche-Straße 8 (Karte)                           | Wohnhaus           |              | 094 15379          | Baudenkmal     | BW             |
| Friedrich-Nietzsche-Straße 4a (Karte)                          | Bauernhof          |              | 094 15378          | Baudenkmal     | BW             |
| Lindenplatz 5 (Karte)                                          | Mühlenhof          |              | 094 10023          | Baudenkmal     | BW             |
| Wiesengasse (Karte)                                            | Dorfkirche Pörsten | Kirche       | 094 15370          | Baudenkmal     | Weitere Bilder |
| Wiesengasse 1 (Karte)                                          | Schule             |              | 094 15372          | Baudenkmal     | BW             |
| Wiesengasse 2 (Karte)                                          | Bauernhof          |              | 094 15377          | Baudenkmal     | BW             |

### Rahna
| Lage | Bezeichnung      | Beschreibung | Erfassungs- nummer | Ausweisungsart               | Bild           |
| --- | ---------------- | --- | ------------------ | ---------------------------- | -------------- |
| (Karte) | Elsterfloßgraben | Kanal Wird als Teilobjekt des Elsterfloßgrabens geführt. In der Vergangenheit bestand auch die Erfassungsnummer 094 66180. | 094 66211 004      | Teilobjekt eines Baudenkmals | Weitere Bilder |
| Berger-Straße 10 (Karte)                                                                                         | Bauernhof        | | 094 16285          | Baudenkmal                   | BW             |
| Berger-Straße 16 (Karte)                                                                                         | Bauernhof        | | 094 16283          | Baudenkmal                   | BW             |
| Berger-Straße 2, 3, 4, 5, 6, 7, 8, 9, 10, 11, 12, 13, 14, 15, 16, 17, 18, 19, 20, 22, Starsiedeler Weg 1 (Karte) | Straßenzug       | | 094 13121          | Denkmalbereich               | BW             |
| Clara-Zetkin-Straße Weg südlich von Nr. 3 (Karte)                                                                | Grabstein        | Berger-Grab | 094 66146          | Baudenkmal                   | Grabstein      |

### Rippach
| Lage                                                                 | Bezeichnung | Beschreibung                                    | Erfassungs- nummer | Ausweisungsart | Bild           |
| -------------------------------------------------------------------- | ----------- | ----------------------------------------------- | ------------------ | -------------- | -------------- |
| Am Kindergarten 6 (Karte)                                            | Bauernhof   |                                                 | 094 14224          | Baudenkmal     | BW             |
| DR/DB-Kursbuchstrecke 512 östlich der Ortslage (Karte)               | Brücke      | Eisenbahnviadukt über die Rippach               | 094 86672          | Baudenkmal     | Weitere Bilder |
| Leipziger Straße 5 (Karte)                                           | Gasthof     | Zum Weißen Schwan                               | 094 14223          | Baudenkmal     | Weitere Bilder |
| Leipziger Straße 5, 7, 9, 10, 11, 12, 13, 14, 15, 16, 18, 19 (Karte) | Straßenzug  |                                                 | 094 13081          | Denkmalbereich | Straßenzug     |
| Leipziger Straße 13, 15 (Karte)                                      | Mühle       | Mühle, am 13. Juni 2016 als Denkmal ausgewiesen |                    | Baudenkmal     | BW             |

### Röcken
| Lage                                 | Bezeichnung           | Beschreibung                                         | Erfassungs- nummer | Ausweisungsart | Bild           |
| ------------------------------------ | --------------------- | ---------------------------------------------------- | ------------------ | -------------- | -------------- |
| (Karte)                              | Kirche                | Pfarrkirche,ev.                                      | 094 14183          | Baudenkmal     | Weitere Bilder |
| Friedrich-Nietzsche-Straße 1 (Karte) | Gasthof               | Zur Linde                                            | 094 14189          | Baudenkmal     | BW             |
| Friedrich-Nietzsche-Straße 3 (Karte) | Villa                 |                                                      | 094 14190          | Baudenkmal     | BW             |
| Friedrich-Nietzsche-Straße 5 (Karte) | Wohnhaus              | Schachthaus                                          | 094 14191          | Baudenkmal     | BW             |
| Gostauer Weg 1 Nähe Bahnhof (Karte)  | Mühle                 | Bockwindmühle                                        | 094 14192          | Baudenkmal     | BW             |
| Teichstraße (Karte)                  | Kriegerdenkmal Röcken | Kriegerdenkmal                                       | 094 14187          | Baudenkmal     | BW             |
| Teichstraße 8 (Karte)                | Pfarrhof              | Pfarrhaus Röcken, Geburtsort von Friedrich Nietzsche | 094 14184          | Baudenkmal     | Weitere Bilder |
| Teichstraße 14 (Karte)               | Rittergut             |                                                      | 094 14185          | Baudenkmal     | BW             |

### Schweßwitz
| Lage                                                  | Bezeichnung | Beschreibung | Erfassungs- nummer | Ausweisungsart | Bild |
| ----------------------------------------------------- | ----------- | ------------ | ------------------ | -------------- | ---- |
| Grüne Aue 1, 2, 3, 4, 5, 6, 7, 14, 15, 16, 18 (Karte) | Straßenzug  |              | 094 14201          | Denkmalbereich | BW   |

### Starsiedel
| Lage                                                                                   | Bezeichnung | Beschreibung | Erfassungs- nummer | Ausweisungsart | Bild           |
| -------------------------------------------------------------------------------------- | ----------- | ------------ | ------------------ | -------------- | -------------- |
| (Karte)                                                                                | Kirche      |              | 094 66150          | Baudenkmal     | Weitere Bilder |
| Am Dorfplatz 3 (Karte)                                                                 | Bauernhof   |              | 094 80011          | Baudenkmal     | BW             |
| Dr.-Stöwesand-Straße 3 (Karte)                                                         | Wohnhaus    |              | 094 66172          | Baudenkmal     | BW             |
| Dr.-Stöwesand-Straße 7, 8, 9, 10, 11, 12, 13, 14, 15, 16, 18, Zum Heerweg 1 (Karte)    | Straßenzug  |              | 094 15251          | Denkmalbereich | BW             |
| Friedensstraße 7, 8, 9, 11, 12, 13, 14, 15, 17, 20, 22, 23, 24, 25, 27, 29, 31 (Karte) | Straßenzug  |              | 094 15250          | Denkmalbereich | Straßenzug     |
| Muschwitzer Straße 2 (Karte)                                                           | Bauernhof   |              | 094 15248          | Baudenkmal     | BW             |
| Unterer Sattelhof 5 (Karte)                                                            | Bauernhof   |              | 094 15249          | Baudenkmal     | BW             |
| Zum Silberberg östlicher Ortseingang (Karte)                                           | Gedenkstein |              | 094 15247          | Baudenkmal     | Gedenkstein    |

### Stößwitz
| Lage                                              | Bezeichnung | Beschreibung | Erfassungs- nummer | Ausweisungsart | Bild |
| ------------------------------------------------- | ----------- | ------------ | ------------------ | -------------- | ---- |
| Kalteneiser Straße 2, 6, 8-10, 12, 14, 15 (Karte) | Straßenzug  |              | 094 66148          | Denkmalbereich | BW   |

### Söhesten
| Lage                                   | Bezeichnung          | Beschreibung                              | Erfassungs- nummer | Ausweisungsart | Bild           |
| -------------------------------------- | -------------------- | ----------------------------------------- | ------------------ | -------------- | -------------- |
| in Grünanlage in der Ortsmitte (Karte) | Bauernstein Söhesten | Bauernstein, 2017 als Denkmal ausgewiesen | 094 66227          | Kleindenkmal   | BW             |
| Eichenstraße nördlich Nr. 1 (Karte)    | Gedenkstätte         |                                           | 094 87001          | Baudenkmal     | BW             |
| Eichenstraße 2 (Karte)                 | Bauernhof            |                                           | 094 86995          | Baudenkmal     | BW             |
| Eichenstraße 3 (Karte)                 | Wohnhaus             |                                           | 094 86996          | Baudenkmal     | BW             |
| Eichenstraße 10 (Karte)                | Bauernhof            |                                           | 094 86997          | Baudenkmal     | BW             |
| Eichenstraße 11 (Karte)                | Bauernhof            |                                           | 094 86998          | Baudenkmal     | BW             |
| Eichenstraße 12 (Karte)                | Bauernhof            |                                           | 094 87000          | Baudenkmal     | BW             |
| Eichenstraße 8, 9, 10, 11 (Karte)      | Straßenzeile         |                                           | 094 86999          | Denkmalbereich | Straßenzeile   |
| Mühlbergstraße 43 (Karte)              | Mühlenhof            |                                           | 094 87002          | Baudenkmal     | Weitere Bilder |
| Zur Blockhole 25 (Karte)               | Wohnhaus             |                                           | 094 87003          | Baudenkmal     | BW             |

### Sössen
| Lage                                                                 | Bezeichnung | Beschreibung | Erfassungs- nummer | Ausweisungsart | Bild       |
| -------------------------------------------------------------------- | ----------- | ------------ | ------------------ | -------------- | ---------- |
| Im Grunautal 1b (Karte)                                              | Mühlenhof   |              | 094 16274          | Baudenkmal     | BW         |
| Im Grunautal 3, 4, 7, 9, 11, 12, 13, 14, 15, 15a, 17, 20, 22 (Karte) | Straßenzug  |              | 094 86599          | Denkmalbereich | Straßenzug |

### Tornau
| Lage                       | Bezeichnung        | Beschreibung | Erfassungs- nummer | Ausweisungsart | Bild      |
| -------------------------- | ------------------ | ------------ | ------------------ | -------------- | --------- |
| östlicher Ortsrand (Karte) | Gedenkstätte       |              | 094 87007          | Baudenkmal     | BW        |
| Spielstraße 6 (Karte)      | Wirtschaftsgebäude |              | 094 87005          | Baudenkmal     | BW        |
| Spielstraße 12 (Karte)     | Bauernhof          |              | 094 87006          | Baudenkmal     | Bauernhof |

### Wuschlaub
| Lage                               | Bezeichnung | Beschreibung | Erfassungs- nummer | Ausweisungsart | Bild |
| ---------------------------------- | ----------- | ------------ | ------------------ | -------------- | ---- |
| Ahornplatz 2 (Karte)               | Wohnhaus    |              | 094 87008          | Baudenkmal     | BW   |
| Ahornplatz 6 (Karte)               | Wohnhaus    |              | 094 87009          | Baudenkmal     | BW   |
| Göthewitzer Straße 3 (Karte)       | Wohnhaus    |              | 094 87010          | Baudenkmal     | BW   |
| Platz an der Eiche 18, 18a (Karte) | Gutshof     |              | 094 87011          | Baudenkmal     | BW   |

### Zorbau
| Lage                                           | Bezeichnung    | Beschreibung | Erfassungs- nummer | Ausweisungsart | Bild           |
| ---------------------------------------------- | -------------- | ------------ | ------------------ | -------------- | -------------- |
| Am Teich 9 (Karte)                             | Pfarrhof       |              | 094 85040          | Baudenkmal     | BW             |
| Am Teich 3, 4, 5, 8, Bergstraße 16, 18 (Karte) | Straßenzeile   |              | 094 85041          | Denkmalbereich | BW             |
| Straße der Freundschaft 2 (Karte)              | Marienkirche   | Kirche       | 094 85035          | Baudenkmal     | Weitere Bilder |
| Straße der Freundschaft 11 (Karte)             | Bauernhof      |              | 094 85032          | Baudenkmal     | BW             |
| Weißenfelser Straße / Ecke Am Teich (Karte)    | Kriegerdenkmal |              | 094 66179          | Baudenkmal     | Kriegerdenkmal |
| Zorbauer Hauptstraße 1 (Karte)                 | Bauernhof      |              | 094 85036          | Baudenkmal     | BW             |
| Zorbauer Hauptstraße 7 (Karte)                 | Toranlage      |              | 094 85038          | Baudenkmal     | BW             |
| Zorbauer Hauptstraße 17 (Karte)                | Wohnhaus       |              | 094 85037          | Baudenkmal     | BW             |
| Zorbauer Hauptstraße 18 (Karte)                | Bauernhof      |              | 094 85039          | Baudenkmal     | BW             |

### Zörbitz
| Lage                                                       | Bezeichnung | Beschreibung | Erfassungs- nummer | Ausweisungsart | Bild    |
| ---------------------------------------------------------- | ----------- | ------------ | ------------------ | -------------- | ------- |
| Zörbitzer Brunnengasse 8 am nordöstlichen Ortsrand (Karte) | Gutshof     |              | 094 85050          | Baudenkmal     | Gutshof |

## Ehemalige Kulturdenkmale nach Ortsteilen
Die nachfolgenden Objekte waren ursprünglich ebenfalls denkmalgeschützt oder wurden in der Literatur als Kulturdenkmale geführt. Die Denkmale bestehen heute jedoch nicht mehr, ihre Unterschutzstellung wurde aufgehoben oder sie werden nicht mehr als Denkmale betrachtet. Mitunter sind Einzelobjekte aber noch immer Bestandteil eines geschützten Denkmalbereichs.

### Bothfeld
| Lage    | Bezeichnung | Beschreibung | Erfassungs- nummer | Ausweisungsart | Bild  |
| ------- | ----------- | --- | ------------------ | -------------- | ----- |
| (Karte) | Mühle       | Bockwindmühle aus der Mitte des 19. Jahrhunderts, durch Verfall zerstört, 2017 aus dem Denkmalverzeichnis ausgetragen | 094 14198          | Baudenkmal     | Mühle |

### Dehlitz (Saale)
| Lage                   | Bezeichnung    | Beschreibung | Erfassungs- nummer | Ausweisungsart | Bild |
| ---------------------- | -------------- | ------------ | ------------------ | -------------- | ---- |
| Hintergasse 5a (Karte) | Tagelöhnerhaus |              | 094 80021          |                | BW   |

### Großgöhren
| Lage                | Bezeichnung | Beschreibung | Erfassungs- nummer | Ausweisungsart | Bild |
| ------------------- | ----------- | ------------ | ------------------ | -------------- | ---- |
| Unterdorf 9 (Karte) | Bauernhof   |              | 094 87036          |                | BW   |

### Göthewitz
| Lage                                        | Bezeichnung  | Beschreibung | Erfassungs- nummer | Ausweisungsart | Bild      |
| ------------------------------------------- | ------------ | --- | ------------------ | -------------- | --------- |
| Am Brühl 1 (Karte)                          | Bauernhof    | Bauernhof, im Ergebnis einer Überprüfung wurde die Denkmaleigenschaft negativ beurteilt und der Bauernhof im Jahr 2015 aus dem Denkmalverzeichnis ausgetragen.      | 094 86972          | Baudenkmal     | Bauernhof |
| Hohenmölsener Straße 32, 33, 34, 35 (Karte) | Straßenzeile | Straßenzeile im Ergebnis einer Überprüfung wurde die Denkmaleigenschaft negativ beurteilt und die Straßenzeile im Jahr 2015 aus dem Denkmalverzeichnis ausgetragen. | 094 86974          | Denkmalbereich | BW        |
| Kirchweg 13 (Karte)                         | Wohnhaus     | Wohnhaus Nach Abbruch 2023 aus dem Denkmalverzeichnis gestrichen.                                                                                                   | 094 86973          | Baudenkmal     | BW        |

### Muschwitz
| Lage               | Bezeichnung         | Beschreibung                                                 | Erfassungs- nummer | Ausweisungsart | Bild |
| ------------------ | ------------------- | ------------------------------------------------------------ | ------------------ | -------------- | ---- |
| Am Anger 7 (Karte) | Wohnhaus Am Anger 7 | Wohnhaus Im Jahr 2021 aus dem Denkmalverzeichnis gestrichen. | 094 86986          | Baudenkmal     | BW   |

### Nellschütz
| Lage                          | Bezeichnung | Beschreibung                                                                                                 | Erfassungs- nummer | Ausweisungsart | Bild |
| ----------------------------- | ----------- | --- | ------------------ | -------------- | ---- |
| Nellschützer Winkel 2 (Karte) | Wohnhaus    | Wohnhaus 2022 nach Abbruch aus dem Denkmalverzeichnis gestrichen.                                            | 094 85043          | Baudenkmal     | BW   |
| Nellschützer Winkel 4 (Karte) | Bauernhof   | Bauernhof 2022, nach Verlust der Dernkmaleigenschaften durch Verfall, aus dem Denkmalverzeichnis gestrichen. | 094 85044          | Baudenkmal     | BW   |

### Oeglitzsch
| Lage                                                               | Bezeichnung | Beschreibung                                                   | Erfassungs- nummer | Ausweisungsart | Bild |
| ------------------------------------------------------------------ | ----------- | -------------------------------------------------------------- | ------------------ | -------------- | ---- |
| Bad Dürrenberger Straße 40, 41, 42, 43, 44, 45, 47, 49, 51 (Karte) | Straßenzug  | Straßenzug Im Jahr 2021 aus dem Denkmalverzeichnis gestrichen. | 094 15395          | Denkmalbereich | BW   |

### Pörsten
| Lage                                  | Bezeichnung | Beschreibung | Erfassungs- nummer | Ausweisungsart | Bild |
| ------------------------------------- | ----------- | ------------ | ------------------ | -------------- | ---- |
| Friedrich-Nietzsche-Straße 11 (Karte) | Wohnhaus    |              | 094 80023          |                | BW   |

### Rahna
| Lage                    | Bezeichnung | Beschreibung                                                                                                 | Erfassungs- nummer | Ausweisungsart | Bild |
| ----------------------- | ----------- | --- | ------------------ | -------------- | ---- |
| Berger-Straße 3 (Karte) | Bauernhof   | Im Jahr 2018 wurde der Bauernhof nach einer ungenehmigten Zerstörung aus dem Denkmalverzeichnis ausgetragen. | 094 16284          | Baudenkmal     | BW   |

### Rippach
| Lage                           | Bezeichnung | Beschreibung | Erfassungs- nummer | Ausweisungsart | Bild |
| ------------------------------ | ----------- | ------------ | ------------------ | -------------- | ---- |
| westlicher Ortseingang (Karte) | Brücke      | Brücke       | 094 85647          |                | BW   |

### Röcken
| Lage | Bezeichnung | Beschreibung                                                                                                  | Erfassungs- nummer | Ausweisungsart | Bild       |
| --- | ----------- | --- | ------------------ | -------------- | ---------- |
| Südstraße 1, 2, 3, 6, 8, 9, 10, 11 (Karte)                                                                     | Straßenzug  | Straßenzug 2022 nach Verlust der Denkmaleigenschaft durch Baumaßnahmen aus dem Denkmalverzeichnis gestrichen. | 094 14188          | Denkmalbereich | BW         |
| Teichstraße 2, 3, 4, 5, 6, 7, 8, 9, 10, 11, 12, 13, 14, 15, 16, 17, 18, 19, 20, 21, 22, 23, 24, 25, 26 (Karte) | Straßenzug  | Straßenzug 2022 nach Verlust der Denkmaleigenschaft durch Baumaßnahmen aus dem Denkmalverzeichnis gestrichen. | 094 14186          | Denkmalbereich | Straßenzug |

### Starsiedel
| Lage                                      | Bezeichnung | Beschreibung                                                                     | Erfassungs- nummer | Ausweisungsart | Bild  |
| ----------------------------------------- | ----------- | -------------------------------------------------------------------------------- | ------------------ | -------------- | ----- |
| Zum Silberberg südlich der Straße (Karte) | Mühle       | zunächst Bockwindmühle (1800), Umbau zur Paltrockwindmühle (1950); Getreidemühle | 094 15246          |                | Mühle |

### Sössen
| Lage                                                                     | Bezeichnung | Beschreibung | Erfassungs- nummer | Ausweisungsart | Bild |
| ------------------------------------------------------------------------ | ----------- | --- | ------------------ | -------------- | ---- |
| Im Grunautal 14 (Karte)                                                  | Bauernhof   | Bauernhof, im Jahr 2015 wurde eine Abbruchgenehmigung erteilt und der Bauernhof abgerissen. 2016 erfolgte die Austragung aus dem Denkmalverzeichnis. | 094 16273          | Baudenkmal     | BW   |
| Im Grunautal 19 gegenüber der Gaststätte zur goldenen Nachtigall (Karte) | Saalbau     | | 094 86628          |                | BW   |

### Tornau
| Lage                  | Bezeichnung | Beschreibung                                                        | Erfassungs- nummer | Ausweisungsart | Bild |
| --------------------- | ----------- | ------------------------------------------------------------------- | ------------------ | -------------- | ---- |
| Spielstraße 5 (Karte) | Wohnhaus    | Wohnhaus, nach Abbruch 2019 aus dem Denkmalverzeichnis ausgetragen. | 094 87004          | Baudenkmal     | BW   |

### Wuschlaub
| Lage                    | Bezeichnung    | Beschreibung | Erfassungs- nummer | Ausweisungsart | Bild |
| ----------------------- | -------------- | ------------ | ------------------ | -------------- | ---- |
| Wiesenstraße 10 (Karte) | Tagelöhnerhaus |              | 094 87012          |                | BW   |

### Zorbau
| Lage                               | Bezeichnung        | Beschreibung | Erfassungs- nummer | Ausweisungsart | Bild |
| ---------------------------------- | ------------------ | --- | ------------------ | -------------- | ---- |
| Am Teich 3 (Karte)                 | Bauernhof          | Bauernhof, bei einer Überprüfung wurde die Denkmaleigenschaft negativ bewertet und der Bauernhof im Jahr 2015 aus dem Denkmalverzeichnis ausgetragen.               | 094 86886          | Baudenkmal     | BW   |
| Straße der Freundschaft 3 (Karte)  | Bauernhof          | | 094 85034          |                | BW   |
| Straße der Freundschaft 12 (Karte) | Wirtschaftsgebäude | | 094 85011          |                | BW   |
| Straße der Freundschaft 16 (Karte) | Wohnhaus           | Wohnhaus, im Jahr 2016 wurde eine Abbruchgenehmigung erteilt und das Wohnhaus abgerissen. Noch im gleichen Jahr erfolgte die Austragung aus dem Denkmalverzeichnis. | 094 85033          | Baudenkmal     | BW   |

## Legende
In den Spalten befinden sich folgende Informationen:
- Lage: Nennt den Straßennamen und wenn vorhanden die Hausnummer des Kulturdenkmals. Die Grundsortierung der Liste erfolgt nach dieser Adresse. Der Link „Karte“ führt zu verschiedenen Kartendarstellungen und nennt die geographischen Koordinaten.
Link zu einem Kartenansichtstool, um Koordinaten zu setzen. In der Kartenansicht sind Baudenkmale ohne Koordinaten mit einem roten bzw. orangen Marker dargestellt und können in der Karte gesetzt werden. Baudenkmale ohne Bild sind mit einem blauen bzw. roten Marker gekennzeichnet, Baudenkmale mit Bild mit einem grünen bzw. orangen Marker.
- Offizielle Bezeichnung: Nennt den Namen, die Bezeichnung oder zumindest die Art des Kulturdenkmals und verlinkt, soweit vorhanden, auf den Artikel zum Objekt.
- Beschreibung: Nennt bauliche und geschichtliche Einzelheiten des Kulturdenkmals, vorzugsweise die Denkmaleigenschaften.
- Erfassungsnummer: Für jedes Kulturdenkmal wird in Sachsen-Anhalt eine 20stellige Erfassungsnummer vergeben. Die letzten zwölf Ziffern werden für die Untergliederung nach Teilobjekten genutzt und werden nur angegeben, soweit vergeben. In dieser Spalte kann sich folgendes Icon  befinden, dies führt zu Angaben zu diesem Baudenkmal bei Wikidata.
- Ausweisungsart: Die Einordnung des Denkmales nach § 2 Abs. 2 DenkmSchG LSA
- Bild: Ein Bild des Denkmales, und gegebenenfalls einen Link zu weiteren Fotos des Kulturdenkmals im Medienarchiv Wikimedia Commons. Wenn man auf das Kamerasymbol klickt, können Fotos zu Kulturdenkmalen aus dieser Liste hochgeladen werden: